# Asbury (Iowa)
Asbury ist eine Kleinstadt (mit dem Status „City“) im Dubuque County im Osten des US-amerikanischen Bundesstaates Iowa. Das U.S. Census Bureau hat bei der Volkszählung 2020 eine Einwohnerzahl von 5.943 ermittelt.

## Geografie
Asbury liegt auf 42°30′52″ nördlicher Breite und 90°45′05″ westlicher Länge und erstreckt sich über 6,88 km². Die Stadt liegt überwiegend in der Dubuque Township, erstreckt sich aber zu einem kleinen Teil bis in die westlich benachbarte Center Township.
Asbury liegt im westlichen Vorortbereich von Dubuque. Der Mississippi, der die Grenze zu Illinois und Wisconsin bildet, befindet sich neun Kilometer östlich. Weitere Nachbarorte sind Peosta (14,4 km südwestlich), Durango (6,3 km nordnordwestlich) und Sageville (7,2 km nordöstlich).
Die nächstgelegenen größeren Städte sind die Quad Cities (124 km südlich), Cedar Rapids (116 km südwestlich) und Waterloo (143 km westlich).

## Verkehr
Durch Asbury verlaufen eine Reihe untergeordneter nordwestlicher Ausfallstraßen der Stadt Dubuque.
Der nächstgelegene Flughafen ist der 20,9 km südlich gelegene Dubuque Regional Airport.

## Demografische Daten
Nach der Volkszählung im Jahr 2010 lebten in Asbury 4170 Menschen in 1433 Haushalten. Die Bevölkerungsdichte betrug 606,1 Einwohner pro Quadratkilometer. In den 1433 Haushalten lebten statistisch je 2,91 Personen.
Ethnisch betrachtet setzte sich die Bevölkerung zusammen aus 96,8 Prozent Weißen, 1,0 Prozent Afroamerikanern, 1,1 Prozent Asiaten sowie 0,3 Prozent aus anderen ethnischen Gruppen; 0,8 Prozent stammten von zwei oder mehr Ethnien ab. Unabhängig von der ethnischen Zugehörigkeit waren 1,4 Prozent der Bevölkerung spanischer oder lateinamerikanischer Abstammung.
32,9 Prozent der Bevölkerung waren unter 18 Jahre alt, 57,2 Prozent waren zwischen 18 und 64 und 9,9 Prozent waren 65 Jahre oder älter. 50,8 Prozent der Bevölkerung war weiblich.
Das mittlere jährliche Einkommen eines Haushalts lag bei 76.250 USD. Das Pro-Kopf-Einkommen betrug 30.181 USD. 6,1 Prozent der Einwohner lebten unterhalb der Armutsgrenze.